# Dicionário do Português Básico
Corteger
O Dicionário do Português Básico (Edições ASA, Porto, 1990) é uma obra ilustrada que pretende agrupar aspectos linguísticos muito diversificados, dando resposta a muitas dúvidas que se põem quotidianamente a todos aqueles que têm o português como língua de comunicação.
Coordenador
Mário Vilela
Co-autoresfaria
Isabel Margarida Duarte, Manuel Maria, Olinda Santana, Olívia Figueiredo
Ilustrador
Crisóstomo Alberto
Revisores
Artur Cunha, Ricardo Neves

## Estrutura
O Dicionário do Português Básico comporta aproximadamente 3060 entradas, 2217 das quais constituem o vocabulário do Português Fundamental. A estas 3060 palavras de entrada acrescentaram-se mais 2170 vocábulos que constituem os termos que entram na rubrica Vocabulário (VOC.) e que estão ligadas à palavra de entrada. Essa ligação é estabelecida por meio de correspondência de frases em que a palavra derivada substitui, normalmente, no mesmo contexto, a palavra de entrada.
Além das palavras de entrada e das palavras derivadas, há ainda a considerar o vocabulário complementar, constituído pelos sinónimos e pelos contrários, assim como pelas palavras contíguas (ou análogas) quanto ao sentido.
Todas as palavras de entrada, assim como as do vocabulário e as palavras que entram como sinónimos e contrários na Semântica (S.), vêm indexadas por ordem alfabética no Dicionário do Dicionário.
As palavras de entrada encontram-se seriadas por ordem alfabética. Na primeira parte do artigo, aparecem as palavras de entrada enquadradas em situações muito concretas, de modo a esclarecer, com maior ou menor proximidade, o conteúdo particular que cada palavra transporta; na segunda parte, é feito o tratamento da palavra, que compreende vários planos: gramática, semântica e léxico.
Estes três planos constituem a parte explicativa e dão um conjunto de informações que permitem desenvolver e sistematizar o que se descreve na parte usos.
O recurso à imagem visual completa o carácter informativo e formativo do Dicionário do Português Básico, descrevendo ou sugerindo, de forma humorística, uma situação real provocada pela palavra de entrada num contexto situacional.

## Exemplo
abrigar, v. tr., v. pron. e prep.
I.	[v. tr.] (pessoa, coisa) abrigar ser animado: (1) – Vem, que eu trouxe guarda-chuva e abrigo-te. • (2) O teatro foi pequeno para abrigar tanta gente. • (3) – Já é noite! Abriga as vacas no curral.
II.	[v. pron. e prep.] (ser animado, coisa) abrigar-se de coisa, em + n. de lugar: (1) O mendigo só procura um tecto para se abrigar do frio e da chuva. •  (2) Quando começa a escurecer, as galinhas vão para o galinheiro e abrigam-se nos ninhos. • (3) O vento era tanto que as embarcações se abrigaram no porto. • (4) – Abriga-te por um momento da chuva.
G. 1. Conj. 1.
G. 2. No sentido II, quando abrigar-se tem complemento expresso, este é regido pela preposição de, que forma com o verbo o sentido verbal propriamente dito (frases 1, 4), ou pela preposição em, que exprime lugar (frases 2, 3).
S. 1. Abrigar, sentido I, tem por sin.: PROTEGER, RESGUARDAR do rigor do tempo (frase 1), CONTER ou ALBERGAR (frase 2), e FECHAR, ENCERRAR, METER EM (frase 3).
S. 2. Abrigar-se, sentido II, tem por sin.: DEFENDER-SE, PRECAVER-SE DE ou CONTRA (frase 1), ACOLHER-SE (frases 2, 3, 4).
Voc. Abrigo (n. m.): – Chove tanto! Haverá aqui um lugar onde nos abriguemos? > – Chove tanto! Haverá aqui um abrigo?
DPB,  p. 5.